# Янне Песонен
Янне Песонен (фін. Janne Pesonen; 11 травня 1982, м. Суомуссалмі, Фінляндія) — фінський хокеїст, лівий нападник. Виступає за ХК «Шеллефтео» у Шведській хокейній лізі.
Вихованець хокейної школи ХТ КуКі. Виступав за «Кярпят» (Оулу), «Гоккі» (Каяані), «Вілкс-Барре/Скрентон Пінгвінс» (АХЛ), «Піттсбург Пінгвінс», «Ак Барс» (Казань), ГІФК (Гельсінкі).
В чемпіонатах НХЛ — 7 матчів (0+0). В чемпіонатах Фінляндії — 323 матчі (107+137), у плей-оф — 66 матчів (18+14).
У складі національної збірної Фінляндії учасник чемпіонатів світу 2011, 2012, 2013 і 2015 (35 матчів, 6+17). 
Досягнення
- Чемпіон світу (2011)
- Чемпіон Фінляндії (2004, 2005, 2007, 2008), бронзовий призер (2006)
- Володар Кубка Гагаріна (2010)
- Срібний призер чемпіонату Швеції (2015)